# Scopula aequifasciaria
Scopula aequifasciaria là một loài bướm đêm trong họ Geometridae.